# Calliophis bivirgatus
Calliophis bivirgatus är en ormart som beskrevs av Boie 1827. Calliophis bivirgatus ingår i släktet Calliophis och familjen giftsnokar. IUCN kategoriserar arten globalt som livskraftig. Inga underarter finns listade.
Arten förekommer på södra Malackahalvön och fram till Borneo samt Java. Den lever i kulliga områden och i låga bergstrakter mellan 100 och 1100 meter över havet. Habitatet utgörs av skogar. Calliophis bivirgatus gräver delvis i marken och den jagar mindre ormar.